# 罗氏马先蒿大花亚种
罗氏马先蒿大花亚种（学名：Pedicularis roylei sp. megalantha）为玄参科马先蒿属下的一个亚种。

## 扩展阅读
- 維基物種上的相關：罗氏马先蒿大花亚种